# Cornus (подрод)
Ред Cornales заступљен је у свијету са око 60 врста углавном у умјереним климатским зонама. То су углавном листопадне вишегодишње, дрвенасте биљке, грмолике или хабитуса малих стабала. Заступљене су махом у умјереним климатским зонама. Углавном су листопадне иако има и зимзелених, са једноставним потпуним листовима изражене нерватуре. Цвијет је мален, зелено-бијел или жут, скупљен у цвасти, а плод је двосјемена коштица.